# Carlstens fæstning
Carlstens fæstning (før 1658 og fra 1719 til 1720  Christiansteen fæstning)  er en fæstning som ligger i Marstrand, en by i det vestlige Sverige i Västra Götalands län. Fæstningen ligger på Marstrandsøens højeste punkt. Fæstningen er opkaldt efter den svenske kong Carl X Gustav.

## Bygning af fæstningen
Under opførelsen blev fæstningen brugt som fængsel og fangerne blev brugt som arbejdskraft til opførelsen. At blive dømt til "marstrandsarbejde" blev regnet som den strengeste straf i svensk lov, til og med strengere end dødsstraf. For at få mad og drikke måtte de indsatte optjene penge efter hvor meget de havde arbejdet. Blev en arbejder syg og ikke kunne arbejde fik han heller ikke mad. Optil 20 fanger kunne dele samme rum. Det tog 202 år fra opførelsen startede til fæstningen blev regnet som færdigbygget.
Efter at Marstrand blev svensk efter freden i Roskilde i 1658, bestemte den svenske konge Carl X Gustav, at der skulle bygges flere mindre forsvarsværker rundt på øerne. General og bygningsingeniør Johan Wärneschöld fik til opgave at bygge en mindre befæstning på toppen af Marstrandsøen. Han byggede en firkantet borggård af sten med et firkantet tårn ved den ene mur.
Man indså hurtigt, at fæstningen burde blive forstærket. Tårnet blev forstærket ved at man byggede det firkantete tårn ind i et nyt og rundt et. Murene blev forstærket og bygget højere. I løbet af 1600- og 1700-tallet blev fæstningen yderligere forstærket og udbygget. Ikke før i 1860 blev fæstningen regnet som helt færdigbygget.